# أساطير شعبية من قلب جزيرة العرب
أساطير شعبية من قلب جزيرة العرب كتاب أدب شعبي يقع في 5 أجزاء من تأليف الأديب السعودي عبد الكريم الجهيمان، يُعد من أشهر مؤلفات الجهيمان، وصدر الجزء الأول منه عام 1967م / 1387هـ، وصدر الجزء الخامس والأخير منه عام 1984م / 1404هـ.

## مضمون الكتاب
تضمن كتاب أساطير شعبية من قلب جزيرة العرب 136 أسطورة جمعها الجهيمان ثم صاغها بأسلوبه بلغة عربية لكي يسهل على القارئ العربي في كل مكان فهمها، والتزم بنشر الأشعار والحكم والأمثال كما هي، مع وضع ملحق في ختام كل جزء يشرح اللكلمات الشعبية الواردة فيه ويوضح معانيها للقارئ.

## أساطير الجزء الأول
- سبحونة حصان أخوي خضير.
- سبحونة القُطية.
- سبحونة النباقات سبع بنيات.
- سبحونة البعروص والقملة.
- سبحونة سارق نعامة السلطان.
- سالفة أبو الحصين والذيب والأسد.
- سالفة الغراب وأبو الحصين.
- سالفة الصياد مع الساحرة صاحبة قبعة الريش.
- أنا جحه ولد علي يحسبون رأسي في ظلام الليل منصبه.
- سالفة أبو الحصين والضبعة.
- سالفة عليا وأبا زيد.
- سالفة مزنه مع العفريت.
- سالفة جهم مع جلال.
- سالفة أبو سالم مع الساحر الذي سحر زوجته.
- سالفة كليب ومهلهل، سالفة قاط قاط.
- سالفة محسن مع الساحرتين.
- سالفة الإنسي الذي حاكمه الجن.
- سالفة سالم وزوجته وأخته.
- سالفة جحه ولد علي مع والده وزوجة والده.
- سالفة مطوع البدو الجاهل.
- سالفة جحه مع المرابي.
- سالفة ولد الغني الذي افتقر.
- سالفة بنت زارع الكمون.
- سالفة الأصيقع والأبيقع.
- سبحونة الأمير المشرد.
- سالفة السلطان وابنته الوحيدة.[4]